# St. Jakob (Speyer)
St. Jakob war eine in der Kernstadt von Speyer gelegene Jakobskirche, welche später auch eine von 15 Pfarrkirchen der mittelalterlichen Stadt Speyer war.

## Geschichte
Vermutlich in der ersten Hälfte des 12. Jahrhunderts wurde im Westen der Stadt nahe dem Altpörtel eine dem heiligen Jakob geweihte Kapelle errichtet, welche 1180 erstmals urkundlich erwähnt wird und damals zum Domstift gehörte. Nach 1250 wurde die Kapelle durch eine 30 m lange und 20 m breite romanische Saalkirche mit einem möglicherweise, an die Stiftskirche St. Paul in Worms an den Speyerer Dom, an die Kirche des Speyerer Heilig-Grab-Kloster angelehnten Turm ersetzt. Wenige Jahre danach aber noch vor 1296 zu Pfarrkirche erhoben, wobei die Kirche aber nach wie vor dem Domstift unterstand. Zu einer Pfarrkirche gehörte oft auch ein Friedhof, weshalb auch die Jakobskirche über einen Friedhof verfügte, welcher 1376 erstmals urkundlich erwähnt wurde.
Aus dem Jahr 1525 ist bekannt, dass sich bei der Jakobskirche eine Beguinenklause befand. Wann sie gegründet wurde und wie lange sie Bestand hatte, ist unklar, da die einzige schriftliche Aufzeichnung über diese Klause aus dem Jahr 1525 stammt. Damals wurden nämlich im Auftrag des Stadtrats alle Kirchen und Klöster in Speyer mit allem Eigentum erfasst.
1689 wurde die Kirche, ebenso wie weite Teile Speyers, durch den Stadtbrand zerstört:S. 50 und anschließend nicht wieder aufgebaut.
Um 1830 wurde auf dem Gelände die dritte Synagoge der Jüdischen Gemeinde Speyer errichtet, welche aber in der Reichspogromnacht am 9. November 1938 durch einen von SS-Angehörigen gelegten Brand zerstört und wenig später abgerissen wurde. Danach war das Gelände lange eine Brachfläche, bis es schließlich in den 1950er-Jahren mit einem nördlich anschließenden Areal, welches bis zur Maximilianstraße reicht, für die Errichtung des Kaufhof-Gebäudes genutzt wurde. Am Gebäude in der Nähe des ehemaligen Synagogenstandortes wurde 1978 in Erinnerung an die Synagoge eine Gedenktafel angebracht. Davor befand sich ein steinernes Mahnmal, welches an die deportierten Juden erinnert. Dieses Mahnmal wurde 2005 auf die gegenüberliegende Straßenseite verlegt, da es an seinem damaligen Standort oft von Fahrrädern zugestellt gewesen war.

## Das Kirchengelände um 1525
Gemäß einer Karte aus dem Pfalzatlas, welche Speyer um 1525 zeigt, befanden sich auf dem Gelände der Kirche, die Kirche und der Friedhof, welcher die Kirche fast vollständig umgab. Nur im Osten lag die Kirche direkt an der Straße. Die Kirche selbst bestand aus dem an der Straße befindlichen Chor an den sich nach Westen das Langhaus anschloss, an dessen Nordseite sich wohl ein Seitenschiff befand. Zwischen der Nordwand des Chors und der Ostwand des Seitenschiffs befand sich der Turm der Kirche, an den sich in Richtung der östlich davon verlaufenden Straße ein kleines Gebäude anschloss, bei dem es sich um die Beginenklause gehandelt haben könnte.

## Heutige Überreste
Bildliche Darstellungen gibt es auf einem Holzschnitt des Jahres 1550 aus Sebastian Münsters Cosmographia, auf einem Kupferstich aus Frans Hogenbergs Civitates Orbis Terrarum von 1537, einer ähnlichen aus dem Jahre 1600 stammenden Stadtansicht und auf der aus dem Jahr 1637 stammenden Stadtansicht von Matthäus Merian. Sehr gut zu erkennen ist die Anlage auf Philipp Stürmers Bild Die Freie Reichsstadt Speyer vor der Zerstörung im Pfälzischen Erbfolgekrieg 1689. Darüber hinaus war die Ruine der Jakobskirche auf dem seit dem Ende des Zweiten Weltkriegs verschollenen Ölgemälde Die Ruine der Jakobskirche von Franz Stöber zu sehen.:S. 52 Früher erinnerte auch die Jakobsgasse an die Kirche. Allerdings wurde diese Gasse 1889 nach Ludwig Heydenreich in Heydenreichstraße umbenannt. So erinnert nur noch der Jakobsbrunnen an der Ecke Heydenreichstraße/Hellergasse an die Kirche.